# 胆汁
胆汁（英語：Bile）是指大多数脊椎动物的肝细胞分泌出來的一种汁液。肝脏持续分泌胆汁，並存放在胆囊内，然后在进食时把胆汁经胆总管释放入小肠帮助消化脂肪。膽汁的主要作用是乳化脂質（其中不含酶）。

## 成分
- 胆盐（钠甘胆酸盐、sodium taurocholate）：为结合胆汁酸的钠盐；胆盐可以降低脂肪表面张力，使脂肪乳化，分散于溶液中，增加胰脂肪酶的作用面积；胆盐达到一定浓度，聚合成微胶粒，脂肪酸、甘油一脂渗入微胶粒中，促进脂肪酸的吸收。胆盐也是胆汁苦味的主要来源。
- 胆色素：为血红蛋白的分解产物，由胆红素、胆绿素组成；决定着胆汁的颜色，胆色素过多可出现黄疸。
- 胆固醇：为胆汁酸的前身；一般胆盐、胆固醇和卵磷脂（Lecithin）保持适当的比例，胆固醇呈溶解状态，若比例失调，易沉积成胆结石。

## 再循环

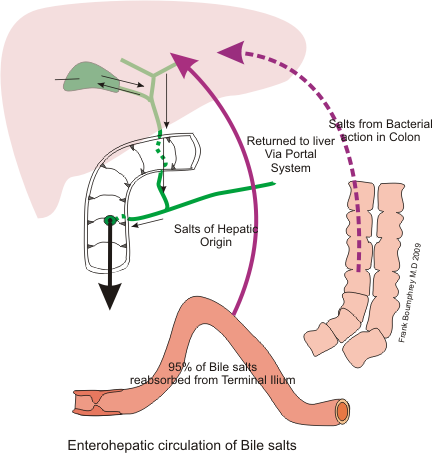
胆盐的肠肝循环（再循环）

## 调节
- 神经调节：进食、食物对胃肠黏膜的刺激反射，引起分泌的少量增加；迷走神经末梢释放乙酰胆碱，作用于肝细胞、胆囊平滑肌；迷走神经还可引起胃泌素的释放。
- 体液调节：胃泌素通过血液循环作用于肝细胞、胆囊，促进胆汁分泌；或者胃泌素先引起胃酸分泌，然后胃酸在十二指肠引起胰泌素的释放；胰泌素作用于胆管系统，引起水分、碳酸氢盐的分泌增加，间接促进胆汁分泌。另外胆囊收缩素可引起胆囊的强烈收缩，促进胆汁进入十二指肠。

## 相關
- 消化液